# Lutcher (Luisiana)
Lutcher é uma cidade  localizada no estado americano de Luisiana, na Paróquia de St. James.

## Demografia
Segundo o censo americano de 2000, a sua população era de 3735 habitantes.
Em 2006, foi estimada uma população de 3653, um decréscimo de 82 (-2.2%).

## Geografia
De acordo com o United States Census Bureau tem uma área de
8,8 km², dos quais 8,7 km² cobertos por terra e 0,1 km² cobertos por água. Lutcher localiza-se a aproximadamente 4 m acima do nível do mar.

## Localidades na vizinhança
O diagrama seguinte representa as localidades num raio de 16 km ao redor de Lutcher.